# Jatrophaolie

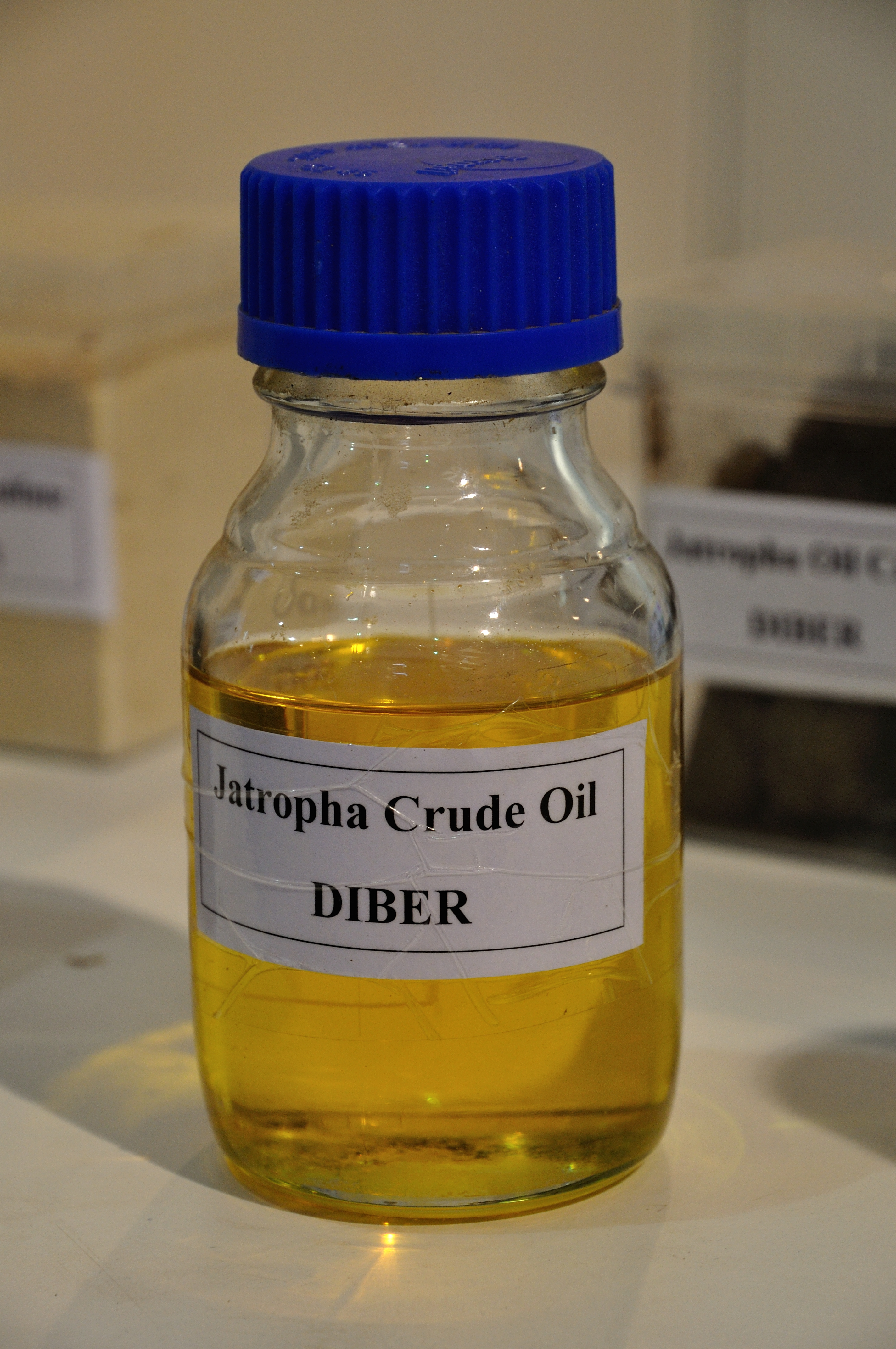
Jatrophaolie

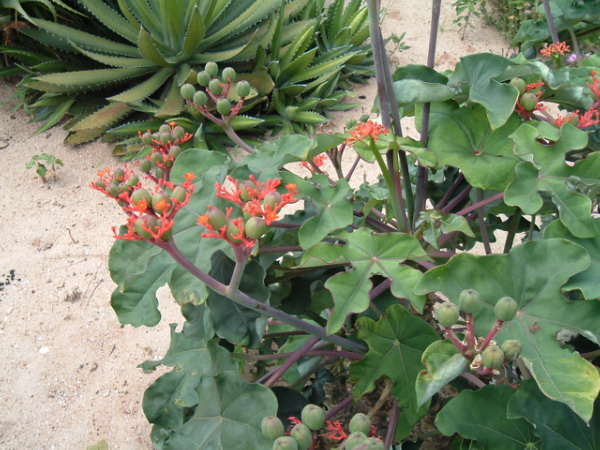
De purgeernoot

Jatrophaolie is een plantaardige olie die gemaakt wordt uit de zaden van de purgeernoot (Jatropha curcas), een struikvormige plant die in subtropische gebieden groeit.
Als de zaden van de purgeernoot geperst worden, kan de olie verwerkt worden tot biodiesel. Dit gebeurt door de olie te veresteren.
Jatrophaolie is ongeschikt voor menselijke consumptie en is een zogenaamde 2e generatie biobrandstof.
Borageolie · Castorolie (Wonderolie) · Jatrophaolie · Katoenzaadolie · Kokosolie · Koolzaadolie · Lijnzaadolie · Maisolie · Olijfolie · Palmolie · Palmpitolie · Pindaolie · Raapolie · Rijstolie · Saffloerolie · Sesamolie · Sojaolie · Teunisbloemolie · Walnootolie · Zonnebloemolie